# Melidectes
Melidectes là một chi chim trong họ Meliphagidae.

## Các loài

### Giữ lại
- Melidectes torquatus - loài điển hình.
- Melidectes leucostephes
- Melidectes ochromelas
- Melidectes belfordi
- Melidectes rufocrissalis
- Melidectes foersteri

### Chuyển đi
- Melionyx: Ba loài miền núi cao New Guinea này có quan hệ họ hàng gần với Glycichaera/Ptiloprora hơn là với Melidectes.[2]
  - Melidectes fuscus = Melionyx fuscus
  - Melidectes nouhuysi = Melionyx nouhuysi
  - Melidectes princeps = Melionyx princeps
- Vosea: Có quan hệ họ hàng gần với Melitograis/Myzomela/Sugomel.[2][3]
  - Melidectes whitemanensis = Vosea whitemanensis